# Gargaropsis adibilis
Gargaropsis adibilis är en insektsart som beskrevs av Blocker 1975. Gargaropsis adibilis ingår i släktet Gargaropsis och familjen dvärgstritar. Inga underarter finns listade i Catalogue of Life.